# 坎皮诺特
坎皮诺特是巴西戈亚斯州的一个市镇。总面积1068.274平方公里，总人口10664人，人口密度10人/平方公里。